# Novecentos e noventa e quatro
Novecentos e noventa e quatro (994, CMXCIV) é um número natural que é sucessor do 993 e antecessor do 995.
Possui notação científica equivalente a 9,94 × 102.

## Propriedades matemáticas
- É o dobro de 497
- É o sétuplo de 142
- É o produto dos primos 2 × 7 × 71
- Possui 8 divisores: 1, 2, 7, 14, 71, 142, 497, 994
- Possui raiz quadrada ≈ 31,5277
- É formado por 994 unidades.